# 九三学社河北省委员会
九三学社河北省委员会，简称九三学社河北省委、九三河北省委、河北九三学社，是九三学社在河北省的地方组织。